# Antennaria dioica
Il Sempiterno di montagna (Antennaria dioica (L.) Gaertn.) è una piccola pianta cespitosa, perenne, appartenente alla famiglia delle Asteraceae di altezza massima 20 cm (minima 5 cm), con capolini dal delicato aspetto quasi piumoso. Viene considerata una specie sempreverde delle zone circumboreali (abitatrice delle zone fredde e temperato - fredde dell'Europa, Asia e Nordamerica). È una pianta dioica, quindi può trovarsi in gruppi con tutti i fiori di sesso maschile oppure di sesso femminile; ma si può trovare anche in colonie miste, e si può riprodurre anche senza fecondazione.

## Etimologia
Il nome del genere (Antennaria) deriva da "antenna" a causa dell'aspetto a piumetto setaceo dei peli del pappo, molto simili alle antenne di alcune farfalle.
Il nome della specie (dioica) deriva dalla particolarità di avere solo stami sui fiori maschili e solo pistilli sui fiori femminili.
Il nome comune "Sempiterni di montagna" deriva dal fatto che è una specie sempreverde che vive a quote tipiche montane.
L'altro nome comune "Piede di gatto", deriva dai capolini che si presentano morbidi come i cuscinetti delle dita dei gatti.

## Descrizione

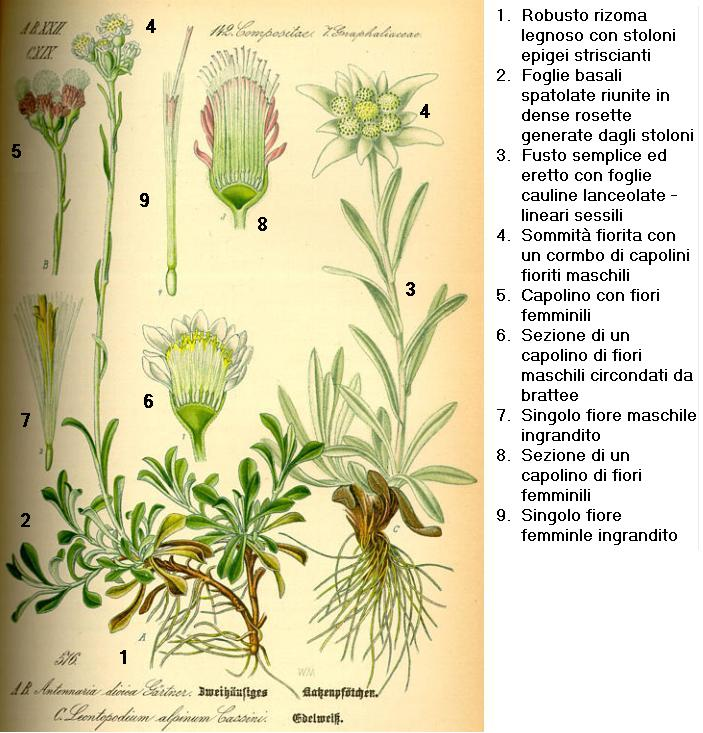
Descrizione delle parti della pianta

La forma biologica di questa pianta viene definita camefita reptante (Ch rept): pianta perenne a base legnosa con gemme poste all'altezza del suolo (camefita), con organi aderenti al suolo quasi striscianti (reptante) a forma di crescita suffruticosa.

### Radici
La nostra pianta possiede (in confronto agli esili fusti ipogei) un robusto rizoma legnoso ad andamento obliquo con degli stoloni epigei striscianti (orizzontali) e ben radicati (dimensioni stoloni: 2 – 10 cm) da cui nascono diversi fusti eretti e scapiformi (da qui il carattere cespitoso tipico della pianta).

### Fusto
Il fusto (parte epigea) è semplice ed eretto (5 – 10 cm) ma tomentoso. A volte può presentare delle minime angolosità e in genere è foglioso (subcaule).

### Foglie

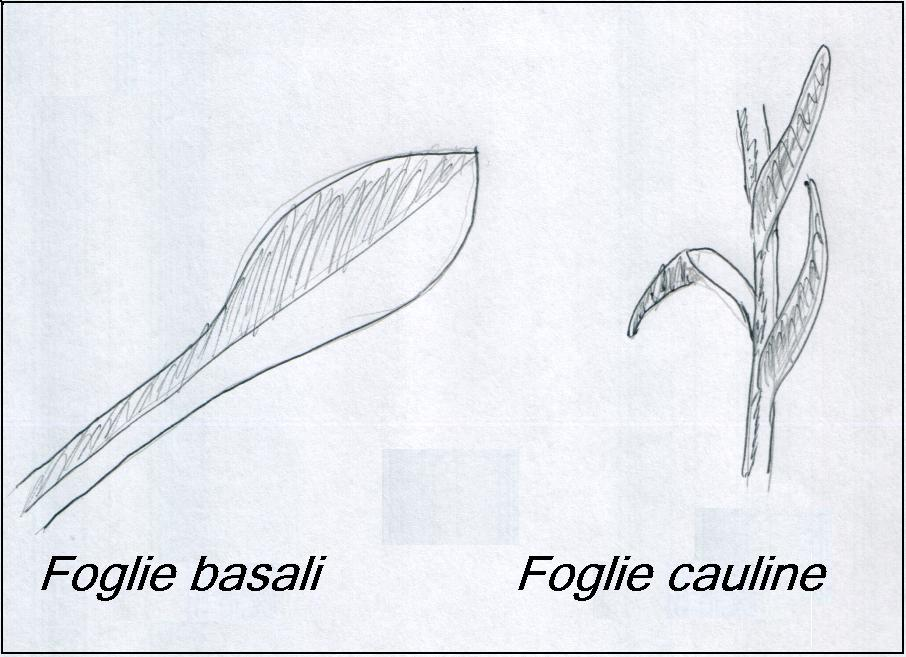

- Foglie basali: spatolate (più esattamente obovate - oblanceolate) con breve picciolo; sono riunite in dense rosette (formate all'estremità degli stoloni) ed hanno dei riflessi bianco - lanuginosi. Dimensioni: 3–5 mm x 20–40 mm. Spesso sono mucronate.
- Foglie cauline: dalla forma lineare (lanceolata), villose e strettamente collegate al fusto in modo sessile acquistando così una struttura lesiniforme.

### Infiorescenza
I fiori sono riuniti in densi fascetti corimbosi irregolari e unisessuali in numero di 2 - 10 posti in una ombrella terminale.

### Fiori
I fiori sono tutti tubulosi e attinomorfi.
Questa pianta (appunto dioica) presenta un certo dimorfismo sessuale: il capolino campanulato dei fiori maschili è largo 5–6 mm e l'involucro bratteale è di colore bianco o giallastro; mentre, corrispondentemente, quello dei fiori femminili è largo 10–12 mm e di colore rosso o roseo.
Fioritura: maggio - agosto
L'impollinazione è anemogama.

### Frutti
Il frutto è un achenio di circa 1 mm. In cima presenta un pappo di colore biancastro o rosato (a seconda del sesso del fiore), piumato per consentire la dispersione anemofila.

## Distribuzione e habitat
Questa pianta è distribuita nelle zone temperato-fredde dell'Europa, dell'Asia e dell'America del nord (tipo corologico: Circumbor). In Italia si trova nelle Alpi e un po' meno nell'Appennino. Assente al Sud e nelle isole.
 
I suoi habitat preferiti sono i pascoli, luoghi erbosi (ma anche sassosi e asciutti) e con substrato lievemente acido (o siliceo). Può essere rinvenuta anche nei boschi di conifere (peccete, abetine, pinete e faggete) e di latifoglie.

Altitudini preferite: 100 – 2300 m s.l.m. (secondo altri autori 1500 – 3000 m s.l.m.)

## Usi

### Farmacia
L'Antennaria dioica ha buone proprietà medicamentose contro i disturbi del fegato e della cistifellea; può essere valida anche per le epatiti e la diarrea. Nella medicina popolare viene usata anche come gargarismo nelle tonsilliti per le sue proprietà anti-infiammatorie ed emollienti. In genere si usano solamente i fiori femminili.

## Galleria d'immagini

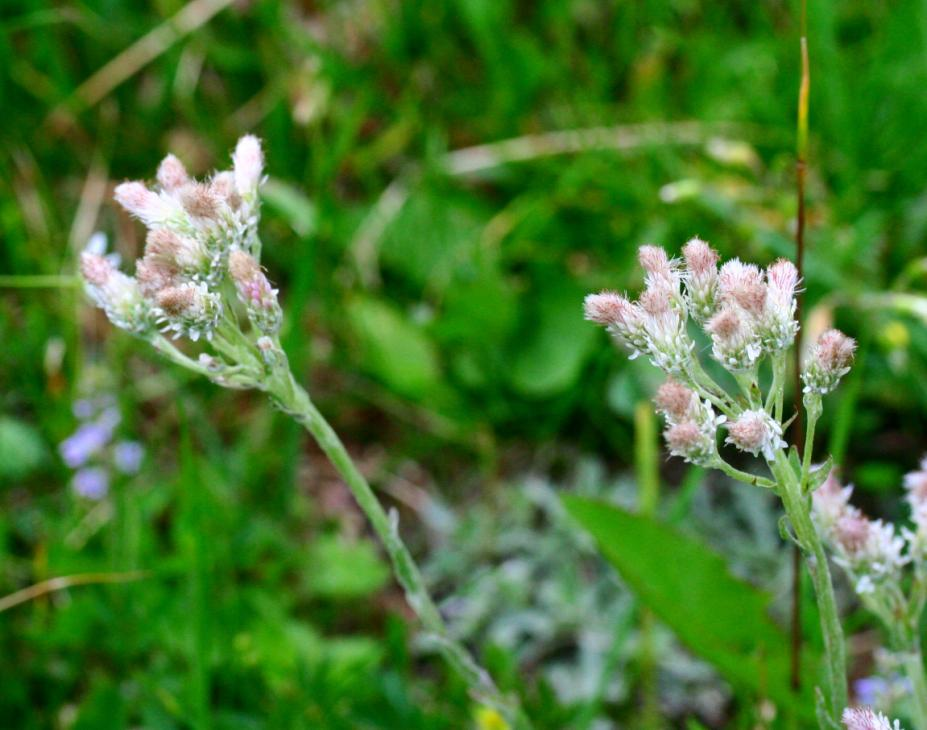
Fiori e stelo della pianta
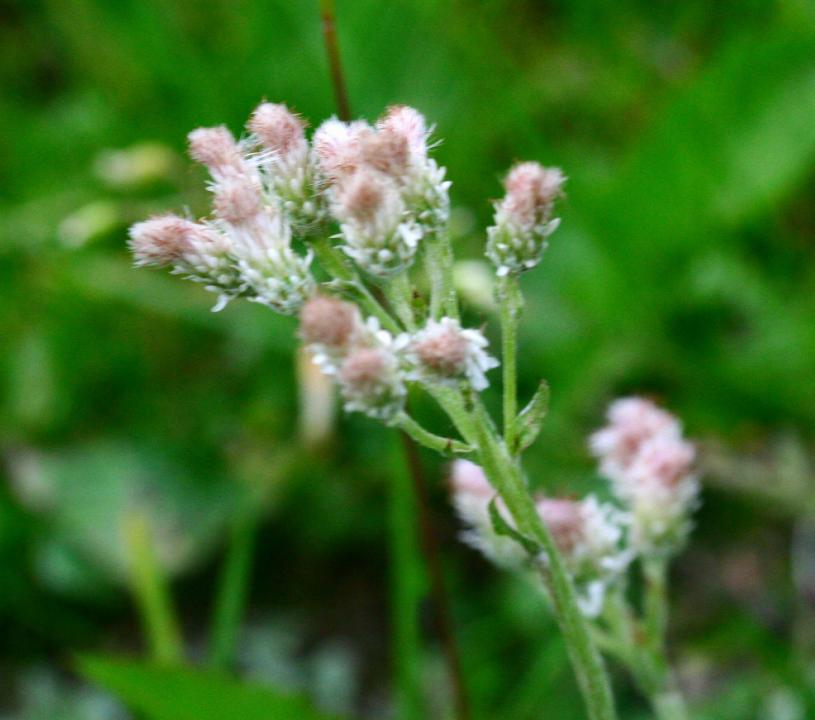
Fiore della pianta
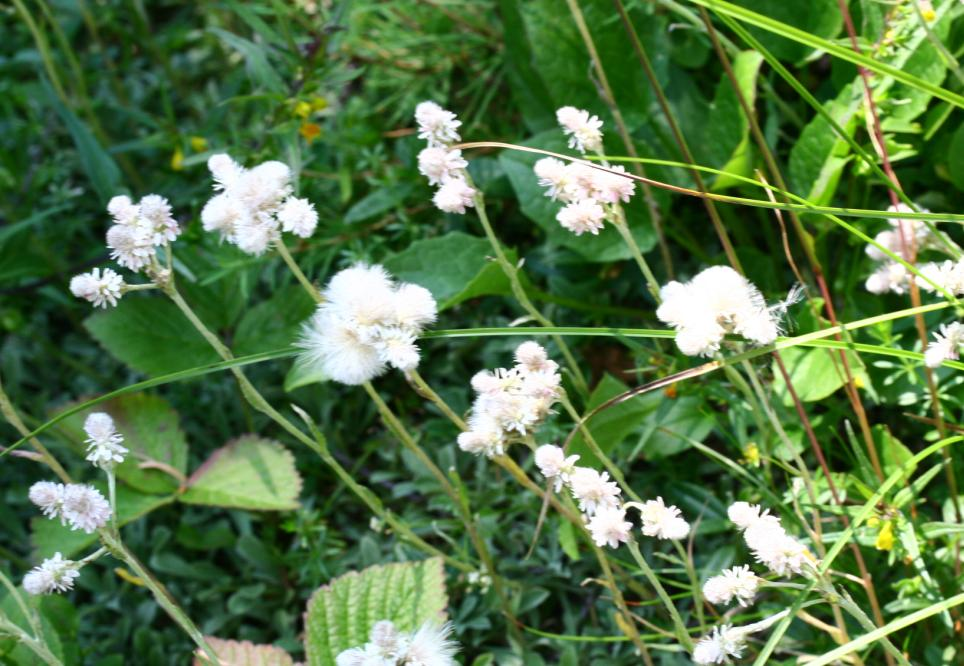
Fiori della pianta
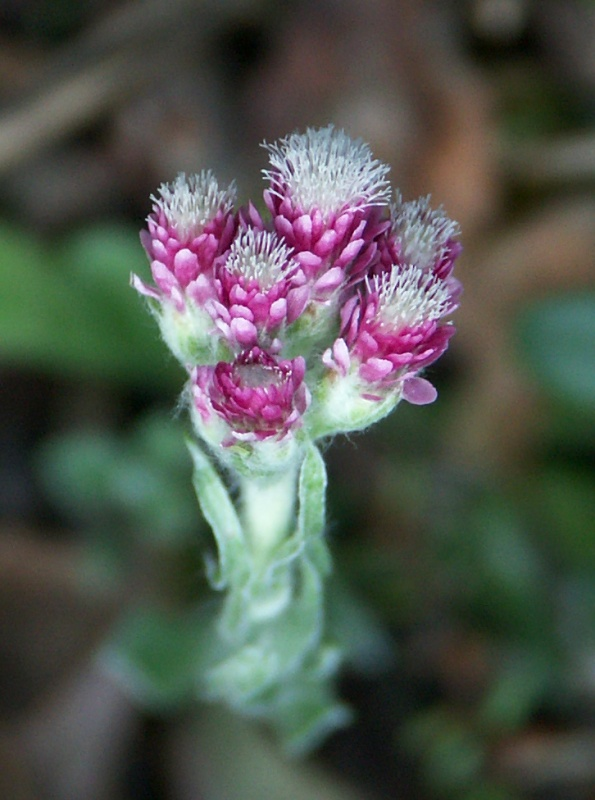
Fiore della pianta a Kolari
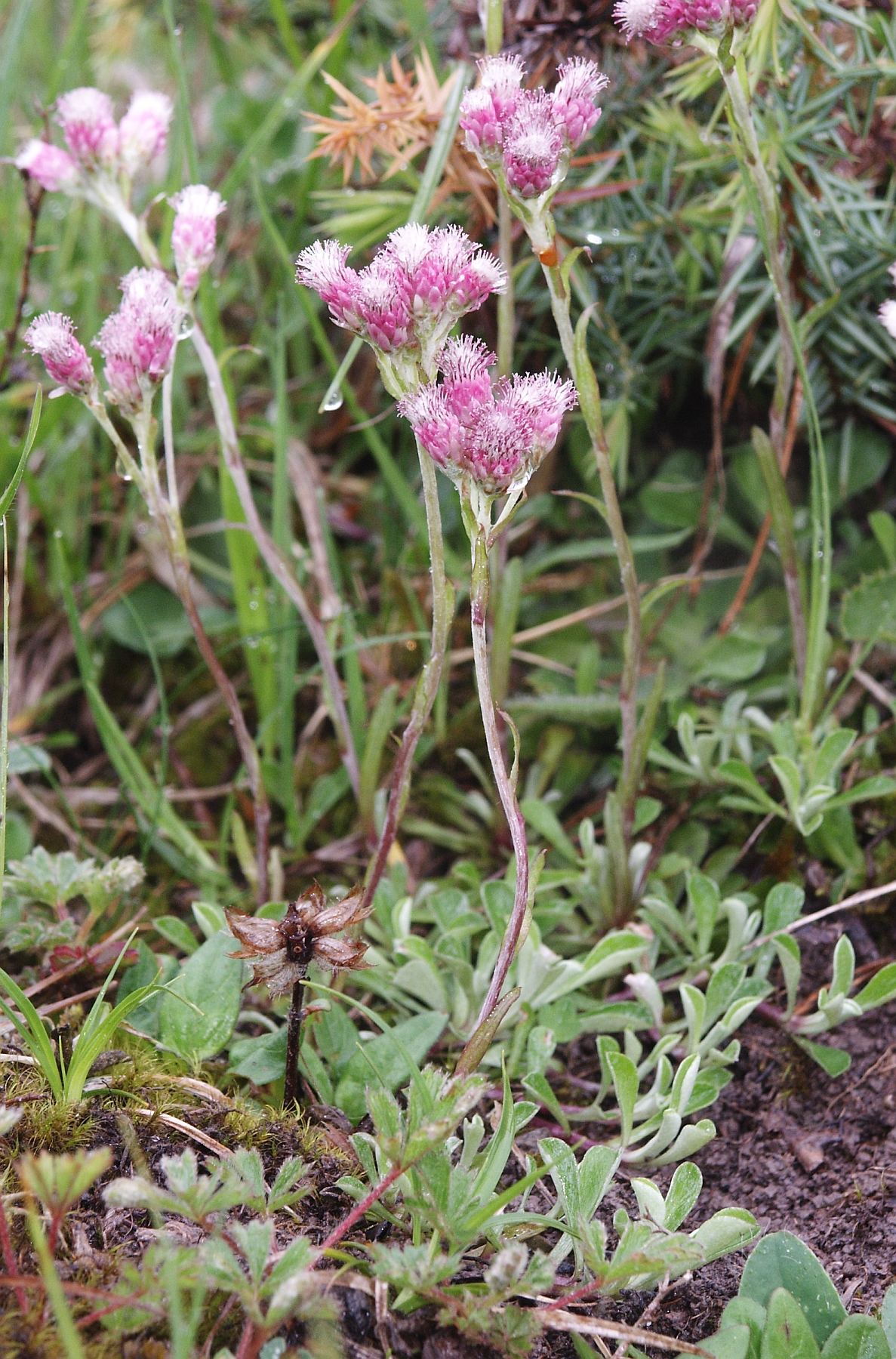
Foto della pianta a Frankenhöhe nel Baden-Württemberg in Germania